# Heinrich Noeldechen
Heinrich Clemens Sebastian Noeldechen (auch Noeldchen; * 3. März 1858 in Magdeburg; † 6. November 1938 in Fritzlar) war ein deutscher Verwaltungsbeamter.

## Leben
Heinrich Noeldechen wurde als Sohn des Konsistorialpräsidenten Wilhelm Noeldechen und dessen Gemahlin Anna geb. Westermeier geboren. Er studierte an der Georg-August-Universität Göttingen Rechtswissenschaften und war Mitglied des Corps Bremensia Göttingen. Seinen Militärdienst als Einjährig-Freiwilliger leistete er 1877/1878 beim 2. Kurhessischen Infanterie-Regiment Nr. 82.
Nach dem zweiten juristischen Staatsexamen im Juli 1887 wurde er Regierungsassessor bei der Bezirksregierung Bromberg. Als Kreissekretär des Kreises Ziegenhain wurde Noeldechen 1890 zum Landrat des Kreises Fritzlar ernannt. Das Amt hatte er bis 1922 inne. Er wurde zum Geheimen Regierungsrat ernannt.
Von 1899 bis 1919 hatte er einen Sitz im Kurhessischen Kommunallandtag des Regierungsbezirks Kassel, aus dessen Mitte er zum Abgeordneten des Provinziallandtages der Provinz Hessen-Nassau bestimmt wurde.

## Weblink
- Noeldchen, Clemens Sebastian Heinrich. Hessische Biografie. (Stand: 3. März 2020). In: Landesgeschichtliches Informationssystem Hessen (LAGIS).